# Анхель Субієта
Анхель Субієта Редондо (ісп. Ángel Zubieta Redondo; 17 липня 1918, Гальдакао — 28 жовтня 1985, Буенос-Айрес, Аргентина) — іспанський футболіст, що грав на позиції опорний півзахисника. Чемпіон Іспанії і Аргентини. По завершенні ігрової кар'єри — тренер.

## Клубна кар'єра
У дорослому футболі дебютував 1935 року за команду клубу «Атлетік Більбао», у першому сезоні виборов титул чемпіона Іспанії. Подальшим виступам завадила громадянська війна.
Протягом 1937—1939 років захищав кольори збірної Країни Басків, яка проводила турне по країнам Європи та Південної Америки і допомагала коштами постраждалим у громадянській війні. 15 липня баски провели поєдинок у Києві з «динамівцями». Гра завершилася перемогою гостей з рахунком 3:1; хет-триком відзначився Ісідро Лангара, а єдиний м'яч у господарів забив Віктор Шиловський.
Під назвою «Депортіво Еускаді» стала віце-чемпіоном Мексики 1939 року. По завершенні сезону команда припинила існування, а гравці роз'їхалися по мексиканським і аргентинським клубам. Хосе Ірарагоррі, Еміліо Алонсо, Анхель Субієта і Ісідро Лангара обрали «Сан-Лоренсо». Відіграв за команду з Буенос-Айреса наступні тринадцять сезонів своєї ігрової кар'єри. Більшість часу, проведеного у складі «Сан-Лоренсо», був основним гравцем команди.
Завершив професійну ігрову кар'єру у клубі «Депортіво», за команду якого виступав протягом 1952—1956 років.

## Виступи за збірні
26 квітня 1936 року дебютував у складі національної збірної. У Празі іспанці поступилися господарям поля завдяки голу Олдржиха Зайчека. У цій грі поряд грали одноклубники Грегоріо Бласко, Хосе Мугерса, Роберто Ечебаррія і Гільєрмо Горостіса.
Через тиждень зіграв другий матч за збірну Іспанії. У Берні була здобута перемога над швейцарцями — 2:0 (відзначилися Ісідро Лангара і Сімон Лекуе).

## Кар'єра тренера
Розпочав тренерську кар'єру, повернувшись до футболу після невеликої перерви, 1962 року, очоливши тренерський штаб клубу «Атлетік Більбао».
1963 року став головним тренером команди «Реал Вальядолід», тренував вальядолідський клуб один рік.
Протягом тренерської кар'єри також очолював команди клубів «Белененсеш» та «Реал Хаен».
Останнім місцем тренерської роботи був клуб «УНАМ Пумас», головним тренером команди якого Анхель Субієта був з 1970 по 1974 рік.
Помер від бічного аміотрофічного склерозу 28 жовтня 1985 року на 68-му році життя у місті Буенос-Айрес.

## Досягнення
- Чемпіон Іспанії:

«Атлетік Більбао»: 1936
- Чемпіон Аргентини:

«Сан-Лоренсо»: 1946

## Статистика
| № | Дата       | Місто | Господарі      | Рахунок | Гості   | Голи           |
| - | ---------- | ----- | -------------- | ------- | ------- | -------------- |
| 1 | 26.04.1936 | Прага | Чехословаччина | 1:0     | Іспанія | Зайчек         |
| 2 | 03.05.1936 | Берн  | Швейцарія      | 0:2     | Іспанія | Лангара, Лекуе |